# Speciální ocenění na MTV Europe Music Awards
Seznam vítězů MTV Europe Music Awards speciálních cen.

## Volba umělců
| Rok  | Vítěz         |
| ---- | ------------- |
| 2007 | Amy Winehouse |
| 2008 | Lil Wayne     |

## Nejlepší umělec vůbec
| Rok  | Vítěz       |
| ---- | ----------- |
| 2008 | Rick Astley |

## MTV EMAs Hudební legenda
| Rok  | Vítěz          |
| ---- | -------------- |
| 2008 | Paul McCartney |

## Globální legenda
| Rok  | Vítěz           |
| ---- | --------------- |
| 2010 | Bon Jovi        |
| 2011 | Queen           |
| 2012 | Whitney Houston |

## MTV Voices Award
| Rok  | Vítěz         |
| ---- | ------------- |
| 2011 | Justin Bieber |